# Березин, Андрей Арсентьевич
Андрей Арсентьевич Березин (1910—1979) — красноармеец Рабоче-крестьянской Красной Армии, участник Великой Отечественной войны, Герой Советского Союза (1945).

## Биография
Родился в 1910 в деревне Слониха (ныне — Краснобаковский район Нижегородской области) в семье крестьянина, русский. Окончил начальную школу в 1921 году, одним из первых в своей деревне вступил в колхоз. В 1932—1934 годах проходил службу в Рабоче-крестьянской Красной Армии. После демобилизации Березин работал трактористом, затем бригадиром тракторной бригады.
В 1941 году был повторно призван в Красную Армию Киквидзенским районным военным комиссариатом Сталинградской области. С того же года — на фронтах Великой Отечественной войны. Принимал участие в битве за Москву, был тяжело ранен. После выздоровления в начале февраля 1943 года был направлен на Ленинградский фронт, впоследствии воевал на 2-м Белорусском фронте.
Участвовал в Ленинградско-Новгородской, Выборгской, Псковско-Островской, Тартуской, Моонзундской, Восточно-Померанской, Берлинской операциях. В ходе последней, будучи мотористом 5-го тяжёлого моторизованного понтонно-мостового Выборгского полка 65-й армии 2-го Белорусского фронта, особо отличился.
С 23 апреля 1945 течение трёх суток, несмотря на массированный немецкий огонь, беспрестанно переправлял на пароме через рукава Одера Ост-Одер и Вест-Одер танки, САУ и другую технику на захваченный стрелковыми частями плацдарм, что способствовало успешному выполнению боевой задачи.
Указом Президиума Верховного Совета СССР от 29 июня 1945 года за «мужество и героизм, проявленные при форсировании Одера» удостоен звания Героя Советского Союза с вручением ордена Ленина и медали «Золотая Звезда» за номером 5561.
После окончания войны вернулся на родину, где работал трактористом на местной машинно-тракторной станции. В 1958—1960 работал заместителем председателя колхоза, затем до выхода на пенсию в январе 1979 был бригадиром тракторной бригады. Умер 9 мая 1979, похоронен на кладбище села Дмитриевское.
Был также награждён орденами Красного Знамени, Трудового Красного Знамени, двумя орденами «Знак Почёта», а также рядом медалей. В память о Герое на доме, где он жил, установлена мемориальная доска.